# (296907) Alexander
(296907) Alexander ist ein im äußeren Hauptgürtel gelegener Asteroid, der vom Wide-Field Infrared Survey Explorer (IAU-Code C51) am 13. Februar 2010 entdeckt wurde, einem unbemannten Weltraumteleskop der NASA, das im Januar 2010 den Betrieb aufnahm. Sichtungen des Asteroiden hatte es vorher schon am 1. Februar 2009 unter der vorläufigen Bezeichnung 2009 CG7 gleichzeitig im Rahmen des Catalina Sky Surveys und an der am Kitt Peak gelegenen Außenstation des Steward Observatorys gegeben.
Der mittlere Durchmesser des Asteroiden wurde mithilfe des Wide-Field Infrared Survey Explorers (WISE) grob mit 6,073 (± 0,608) km berechnet, die Albedo mit 0,040 (± 0,008). Die Albedo weist auf eine dunkle Oberfläche hin.
Der Asteroid gehört zur Veritas-Familie, einer Gruppe von Asteroiden, die nach (490) Veritas benannt ist und vermutlich vor 8,3 (± 0,5) Millionen Jahren durch das Auseinanderbrechen eines 150 km durchmessenden Asteroiden entstanden ist. Die zeitlosen (nichtoskulierenden) Bahnelemente von (296907) Alexander sind fast identisch mit denjenigen 23 weiterer Asteroiden, von denen (11768) Merrill und (169282) 2001 ST238 einen größeren Durchmesser als (296907) Alexander haben.

## Benennung
(296907) Alexander wurde am 28. September 2015 nach der kanadisch-US-amerikanischen Physikerin und Kinderbuchautorin Claudia Alexander (1959–2015) benannt. Sie war die letzte Projektmanagerin der Galileo-Mission und die NASA-Projektwissenschaftlerin des Rosetta-Projekts. Alexander starb am 11. Juli 2015, erlebte die Benennung also nicht mehr. Der Mondkrater Alexander hingegen war 1935 nach Alexander dem Großen benannt worden.